# Bahnhof Narvik
Der Bahnhof Narvik (nordsamisch: Áhkánjárga) ist der Personenbahnhof der Stadt Narvik. Er liegt bei Kilometer 3,7 des Ofotbahn genannten norwegischen Teilabschnittes der Bahnstrecke Luleå–Narvik.
Ausgangspunkt dieser Strecke ist der Güterbahnhof Narvik H am Hafen von Narvik. Der Bahnhof Narvik ist Endbahnhof für den Personenverkehr auf der Ofotbahn und der nördlichste Bahnhof Europas mit Normalspuranbindung an das übrige europäische Netz. Es gibt tägliche Zugverbindungen nach Kiruna, Luleå und Stockholm, die alle in Schweden liegen, da die Ofotbahnlinie keinen direkten Anschluss an das übrige norwegische Netz hat. Innerhalb des norwegischen Abschnittes werden die Bahnhöfe Katterat und Bjørnfjell durch alle verkehrenden Züge bedient.

## Geschichte

### Taraldsvik stasjon

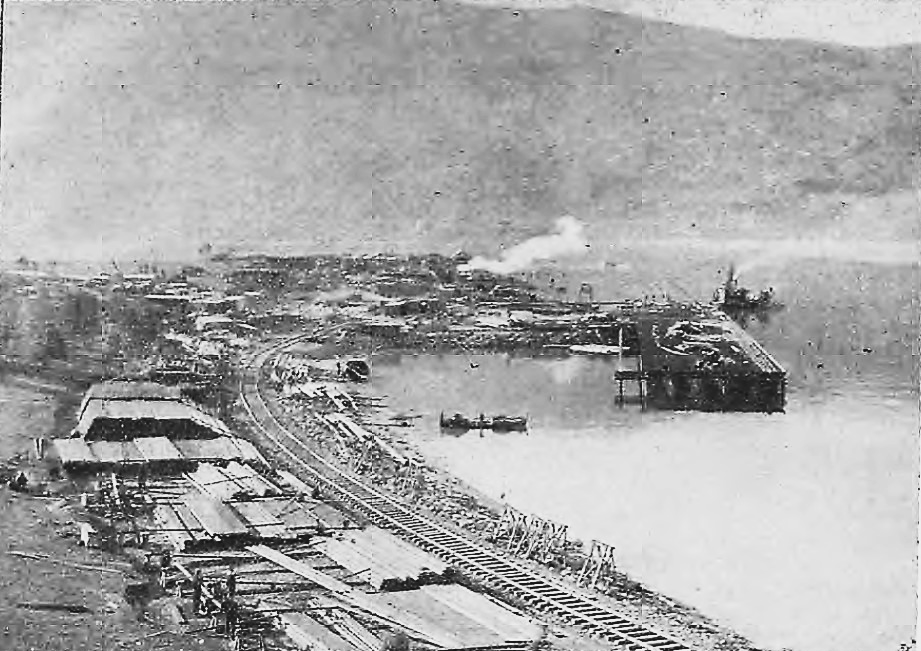
Die Endstation der Ofotenbahn, 1902

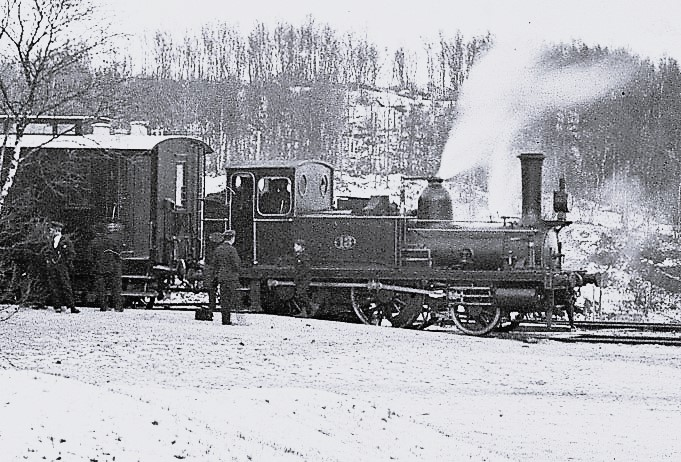
1a 13 in Narvik (etwa 1905)

Bei der Planung der Ofotbane wurde die Lage des heutigen Personenbahnhofes in Narvik im Stadtteil Taraldsvik festgelegt und während der Planungs- und Bauphase als Taraldsvik stasjon bezeichnet. Der Bahnhof wurde im Herbst 1902 mit der Bahnstrecke in Betrieb genommen und ab der offiziellen Eröffnung durch König Oscar II. am  14. Juli 1903 Narvik stasjon genannt.
Während der Bauarbeiten wurde die Lokomotive 1a 13 für Bauzugdienste verwendet. Sie wurde 1901 von Oslo nach Narvik verliehen und war bis 1907 im Einsatz. Die Verlegung der Schienen begann von Fagernes aus am 26. August 1901. Während des Sommers 1901 fuhr die Lokomotive mehrfach täglich auf der Strecke Fagernes–Taraldsvik und transportierte dabei Kohle, Schwellen, Schienen und Teile für die Lokomotive.

### Stationsgebäude
Bei Eröffnung des Bahnhofs 1902 diente ein von Paul Due entworfenes Gebäude als Stationsgebäude.

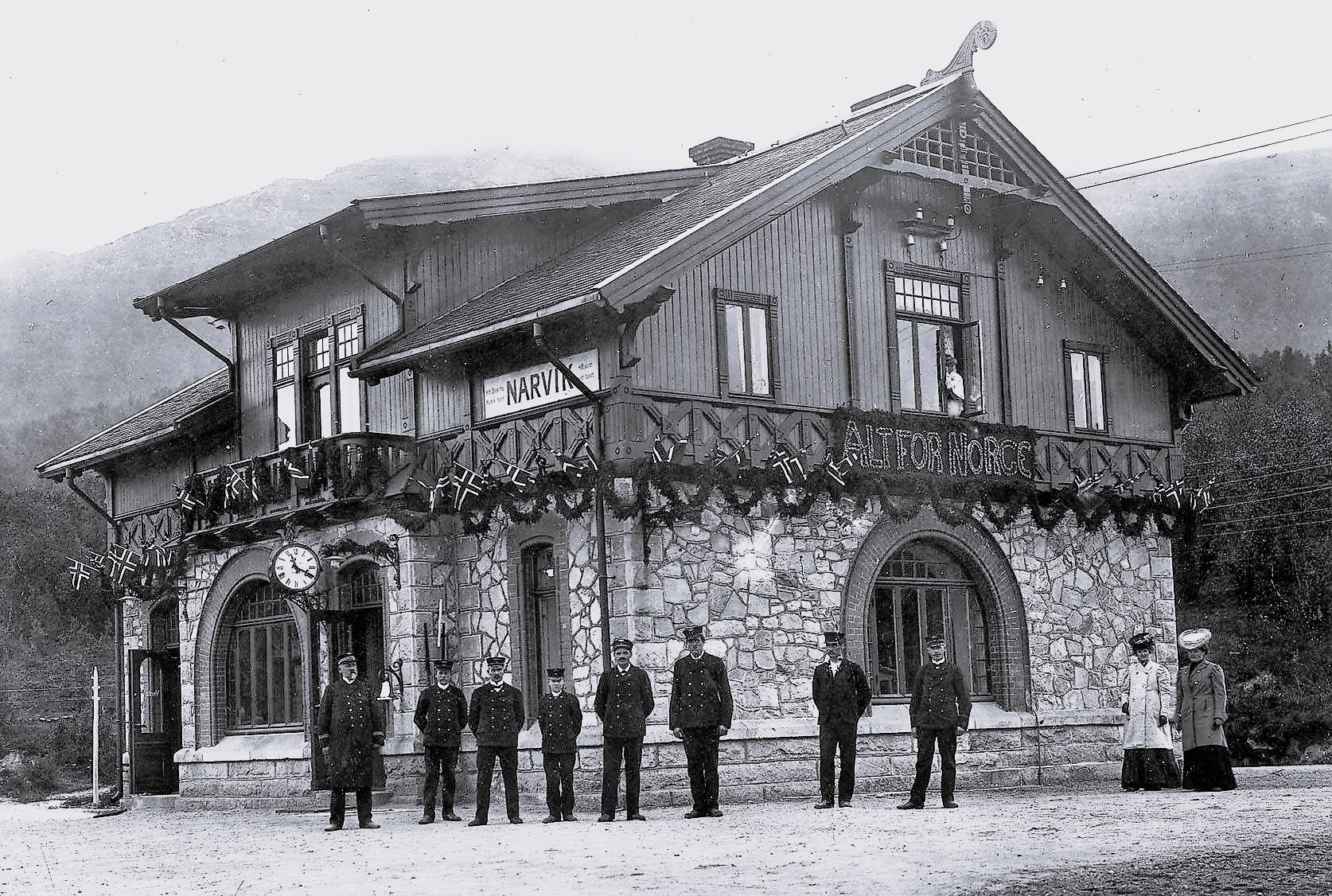
Bahnhofsgebäude bei der Einweihung 1903

Das Erdgeschoss wurde aus behauenem Granit gebaut und mit Bogenfenstern ausgestattet, während der erste Stock aus Holz im Schweizer Stil errichtet wurde. Die Bauarbeiten begannen im Winter 1900 und wurden im August 1901 abgeschlossen, so dass das Konstruktionsbüro zu diesem Zeitpunkt einziehen konnte.
Hinter dem Bahnhof wurde ein kleiner Park angelegt. Westlich des Bahnhofs war ein Lagerhaus, östlich des Bahnhofs war ein kleines Haus, in dem die Toiletten untergebracht waren. Dort war zudem der Lagerraum für Koks. Durch die Zunahme des Verkehrs musste bald ein neuer Güterschuppen weiter nach Osten errichtet werden und das Stationsgebäude wurde verlängert.
Mit der Elektrifizierung der Ofotbane 1923 wurde eine Transformatorstation an der Bahnhofseinfahrt gebaut.
Während der Besatzung Norwegens wurden 1940 die Transformatorstation und der neue Güterschuppen schwer beschädigt. Während des Zweiten Weltkrieges stieg der Verkehr durch die Aktivitäten der Deutschen, östlich des Bahnhofes wurde eine deutsche Kaserne errichtet. Nach dem Krieg reichte die Kapazität des Bahnhofes nicht mehr aus, er musste vergrößert werden. Neben der Erweiterung der Gleisanlagen wurde der alte Bahnhof abgerissen und 1951 durch ein von den Architekten Romsloe/Noodt geplantes neues Bahnhofsgebäude ersetzt. Der alte Güterschuppen von 1902 wurde nach Rombaksbotn versetzt.

### Sicherungsanlagen
Der Bahnhof Narvik bekam 1944 die erste Sicherungsanlage. Die Fernsteuerung der Strecke von Narvik bis Bjørnfjell ist seit 14. Juli 1963 möglich.

## Übrige Bahnhöfe und Anlagen
In Narvik gibt es mehrere Güterbahnhöfe, die zum Teil offiziell den Namen Narvik im Namen tragen/trugen.
Der größte ist LKABs Malmbeanegård, der Verladebahnhof von LKAB (Luossavaara-Kiirunavaara Aktiebolag). Er wird als Erzbahnhof Narvik bezeichnet, der sich in eine obere und untere Ebene aufteilt. Hier wird das Eisenerz – heute vor allem in Form von Erzpellets – aus den Gruben von Kiruna und Malmberget entladen und danach auf Schiffe verladen.
Der Bahnhof Narvik H – das H steht für Havn – wird heute Narvikterminalen Fagernes oder Fagernes Godsterminalen genannt und ist der eigentliche Güterbahnhof von Narvik. Hier enden die Containerzüge des Arctic Rail Express.
Der Bahnhof Narvik D – das D steht für Dampskipskai – ist heute kaum mehr in Verwendung.
Der Betriebsbahnhof für die Personenzüge befindet sich unmittelbar westlich des Personenbahnhofs. Die Werkstätte und Lokomotivschuppen der NSB befinden sich im Gleisdreieck zwischen der Fagerneslinjen und dem unteren LKABs Verladebahnhof. Die Werkstätte und Lokomotivschuppen der LKAB an der Hafenlinie befinden sich zwischen dem unteren LKABs Verladebahnhof und Narvik D.